# Децим Валерий Азиатик
Вижте пояснителната страница за други личности с името Децим Валерий Азиатик.
Децим Валерий Азиатик (на латински: Decimus Valerius Asiaticus; * 5 пр.н.е.; † 47 г.) е политик и сенатор на ранната Римска империя.

## Биография
Произлиза от фамилията Валерии от Виен в Нарбонска Галия и е homo novus.
Той е първият римлянин от Виен, който става през 35 г. суфектконсул. Неговият колега е Авъл Габиний Секунд. Азиатик е приятел с Калигула, но когато го обижда, той дава идеята за неговото убийство. Неговият съ-заговорник Луций Аний Винициан обаче пречи на Азиатик да вземе властта в свои ръце. Новият император Клавдий го взема 43 г. в своя ръководен щаб в британския си поход като comes.
През 46 г. Азиатик става за втори път консул заедно с Марк Юний Силан Торкват.
През 47 г. Валерия Месалина го обвинява за изневяра с Попея Сабина Старша и чрез Публий Суилий Руф му прави процес. След присъдата той си разрязва вените.

## Фамилия
Той е женен за Лолия Сатурнина, дъщеря на суфектконсул Марк Лолий Павлин Младши, сестра на Лолия Павлина (третата съпруга на император Калигула). Двамата имат син:
- Децим Валерий Азиатик, женен за Галерия Вителия, дъщеря на император Вителий; номиниран е за суфектконсул 69 г., но умира преди да встъпи в длъжност; има син:
  - Децим Валерий Азиатик Сатурнин (суфектконсул 94 г., консул 125 г.).